# Булан (бек-мелех)
Була́н (від тюрк. «лось, олень», пом. бл. 770, також Савриїл або Сабріель) — хозарський полководець, 1-й повновладний бек-мелех Хозарської держави у 766—770 рр., родоначальник династії хозарських царів (беків-мелехів) Буланідів, ініціатор переходу хозарів на юдаїзм.

## Життєпис
Хозарський полководець Булан, певно, був одним із найвпливовіших князів каганату. Походив зі знатного хозарського роду. Перша згадка про князя Булана відноситься до 730 року, коли він звитяжив у битві при Ардебілі проти арабів. У 732—737 роках брав участь у битвах з арабами в Дагестані.
У 737 році при обороні столиці Семендеру загинув каган-бек (на кшталт цивільного заступника кагана на час відсутності в столиці) Хазер Тархан. У 740 році Булан став новим каган-беком. Водночас зрозумів необхідність прийняття державної релігії для каганату як у сусідів. Втім, не бажав приймати християнства, оскільки б тоді каганат у релігійному плані опинився в залежності від Візантійської імперії. Прийняття ісламу виключалося з огляду на постійні військові конфлікти з Арабським халіфатом.
Прийнявши юдаїзм, Булан змінив ім'я і став Савриїлом (івр. סובריאל — Бог — моя надія, інший варіант — Сабріель). Ім'я звучить як тюркська ідіоматічна варіація імені «Гавриїл». Лист Шехтера з Єврейсько-хозарського листування дає Булану-Сабріелю принаймні часткове єврейське походження.
Л. Гумільов стверджував, что Булан — етнічний єврей. Є думка, что Булан — спадкоємець хорезмійського правителя, який втік у Хозарію. Не виключено, що він міг бути нащадком Алп-Ілутвера.
Булан багато зробив для допомоги каганам Біхару та Багатуру у відновленні потуги Хозарського каганату. Водночас зростала потуга його родини, яка також прийняла юдаїзм. До середини 760-х років значна частина хозарської знаті була юдеями.
У 766 році Булан-Савриїл скористався смертю кагана Багатура або відсторонив того від влади, отримавши повний контроль над каганатом. Сини Багатура були номінальними володарями, оскільки Булан не наважився позбавити трону впливовий рід Ашина. Сам титул каган-бек було змінено на бек-мелех (від арабського малік — володар, цар). Втім, уже близько 770 року Булан помер, справу завершив його онук Обадія.

## Релігійна ситуація в Хозарському каганаті у VIII ст.

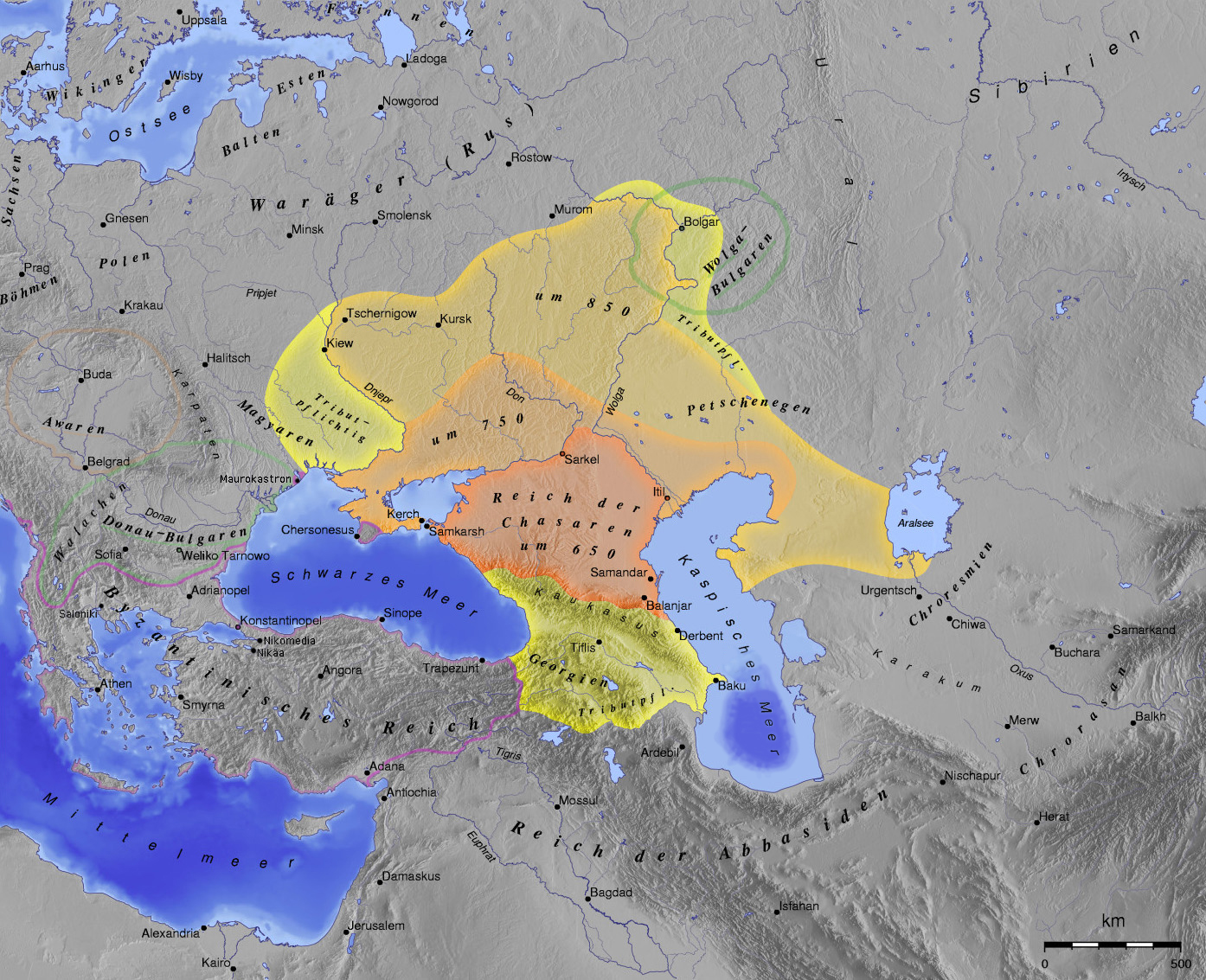
Розвиток Хозарського каганату

Щодо причин, які спонукали Булана до релігійної реформи, є багато припущень: від холодного розрахунку до тих, які пояснюють дії Булана впливом вищих Сил, тобто безпосередньо самого Бога. Ірландський історик Дж. Б. Б'юрі пише: «Не викликає сумнівів, що до прийняття юдаїзму правителя схилили політичні міркування. При переході в магометанство він потрапив би в духовну залежність від халіфів, які намагалися нав'язати хазарам свою релігію, а в християнстві полягала небезпека перетворитися в церковного васала Візантійської імперії. Юдаїзм був авторитетною релігією, священні книги якої шанували і християни, і мусульмани…».
Хозари від початку були язичниками. Хозарське язичництво було складною амальгамою культів різного змісту і походження. Про нього досить докладно розповідає Мовсес Каланкатваці, посилаючись на албанського єпископа Ісраеля. Відомо, що Хозарія виділялася як цивілізована та віротерпима країна, яка ще не схилилася до жодної з монотеїстичних релігій, і тому перетворилася на природний притулок для євреїв, які рятувалися від візантійських погромів й арабських гонінь, здавна жили в областях, які увійшли до складу Хазарського каганату, а їх переслідування, розпочаті у Візантії Іраклієм ще в 620-х роках, потім з особливою суворістю відновив Лев III Ісавр (717—741 рр.) на початку VIII ст., ще більше посилили єврейську присутність у каганаті.
В Арабському халіфаті фізичного знищення не було, але була дискримінація. Хлинули в Хозарію і рахдоніти - після підкорення Середньої Азії арабами і створення ними жвавого торгового шляху з Гурганджа на Волгу, тобто через хозарський Устюрт. Це єврейські купці, які захопили у свої руки монополію караванної торгівлі між Китаєм і Європою. Їхня торгівля була надзвичайно вигідна, тому що вони торгували тільки предметами розкоші. Те, що рахдоніти названі перським словом, вказує на те, що основу цієї торгової компанії складали вихідці з Вавилонської, тобто іранської общини.
Хозари з євреями жили мирно, але були деякі непорозуміння між самими юдеями. Вихідці з Візантії не могли злитися з місцевими общинами через ідеологічні розбіжності: хозарські юдеї сповідували щось на зразок караїмізму, який принесли в Хозарію сектанти з Багдадського халіфату — ананіти. Тому романіоти з підозрою ставилися до місцевих євреїв, проте все ж залишалися з ними єдиним суперетносом.
Хозарські хани в силу властивої степовикам релігійної терпимості вважали, що їх держава не може відмовитися від працьовитих інтелігентних підданих. І не помилилися. Багаті євреї стали підносити хозарським ханам і бекам розкішні подарунки, а єврейки — поповнювати ханські гареми. Юдеї почали займати важливі місця при дворах кагана і хозарських князів. Вони селилися в містах і відігравали велику роль в торгівлі, до чого самі хозари особливих здібностей не виявляли. Торгові інтереси єврейських купців не суперечили інтересам хозарського уряду, і вони спиралися на них в міжнародній політиці. Так склалася єврейсько-хозарська химера, як називає цю державу Л. Гумільов.

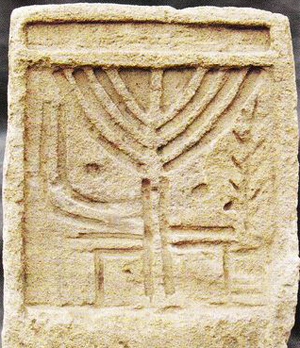
Хоза́рський надгобок, VIII ст.

Треба сказати, що звертати в юдаїзм населення Хозарії через відсутність прозелітичних настроїв в юдаїзмі, ніхто і не збирався. Однак в цей час держава якраз стояла на порозі релігійно-ідеологічних змін. В умовах контактів з країнами, де панували монотеїстичні релігії (християнство, іслам),у VII ст.постало гостре питання про прийняття будь-якої з цих вір, так як вони більше відповідали і загальним умовам епохи, і інтересам ранньокласової Хозарської держави.
Перша спроба прийняти монотеїстичну релігію хозарами відноситься до 680-х років Алп-Ілутвера, гунського князя дагестанських гунів-болгар, які увійшли у склад хозар і потім злилися в один народ, християнізував католікос Албанії Еліазар. Була навіть заснована самостійна церква. Однак прийняття християнства Алп-Ілутвером вороже зустріла хозарська знать. Тому його спроба затвердити християнство закінчилася невдачею. Аж до 730-х років ніяких звісток про спроби змінити релігію у каганаті немає — очевидно, у цьому просто не було необхідності. Але з часом хозарів все більше з однаковим завзяттям почали схиляти на свій бік візантійці і араби, адже ті були бажаними союзникам для обох сторін. Зберегти незалежність Хозарія могла, лише уникнувши прийняття і християнства, і ісламу. Тому хозари «подивилися» в сторону юдаїзму.

## Звернення до юдаїзму Булана-Савриїла (Сабріеля)
Ініціатором звернення до юдаїзму хозар став бек Булан. Це один з небагатьох випадків в історії прийняття юдаїзму на державному рівні країною, яка не мала єврейського походження. Подія мала важливе значення для тодішнього релігійного та політічного життя як самої Хозарії, так і сусідніх країн, а також для збереження єврейських общин Європи та Азії. Це питання — найбільш досліджуване і водночас найбільш дискусійне в хозарології.

### Варіативність дат: 720-740 рр.
Дата прийняття юдаїзму Буланом спірна. Як офіційна, найчастіше фігурує 740-й рік. Хоча є точка зору, згідно з якою Булан став «царем» і відкрито звернувся до юдаїзму ще в 730—731 роках. Але ця версія не популярна. За даними Масуді, юдейська релігія стала головною в Хазарії з часу Харун-ар-Рашида (786—809 рр.).
У розлогій редакції листа царя Йосифа до Хасдая ібн Шапрута перехід хозарів на юдаїзм віднесено за 340 років до його часу, тобто не пізніше 621р, але ця дата неможлива, і скоріш за все вставлена в текст пізнішим переписувачем або відтворена ним помилково — замість 340 треба читати 240. Третю дату цієї ж події дає «Книга Хозара» Єгуди Галеві, що відносить звернення хозарів за 400 років до свого часу, тобто до першої половини VIII ст. Сперечаються вчені і про природу юдаїзму, прийнятого Буланом. Припускають, що Булан прийняв не раввиністичний юдаїзм, а караїзм, досить поширений тоді в Хозарії.
Обставини та свідчення про звернення в юдаїзм Булана неясні і часто суперечливі в надзвичайно важливих питаннях. Наприклад, у Кембриджському листі з Єврейсько-хозарського листування автор-анонім наполягає на тому, що хозари — євреї, одне з загублених колін Ізраїлю нащадки Шимона. А каган Йосиф у листі до Хасдая ібн Шапрута говорить, що його народ і він сам походить від Тогарми, онука Яфета. У загальному всі джерела сходяться.

### «Хозарська» та «єврейська» версії
Про обставини прийняття хозарами юдейської релігії є кілька достовірних свідчень. Два з них у Єврейсько-хозарському листуванні, у відповідях на питання Хасдая ібн Шапрута Йосифу — одному з останніх хозарських каганів. Обидва ці свідоцтва незалежні одне від одного і представляють дві легендарні версії — офіційну хозарську і єврейську. Третя розповідь про прийняття хозарами юдейської релігії належить книзі іспанського єврея Єгуди Галеві «Сефер-ха-Кузарі». Її автор теж примикає до офіційної хозарської версії.
Оригінальність Єврейсько-хозарського листування 10 ст. довго викликала сумніви у вчених, але нині її всі визнають справжньою. Особливу ціннійсть має листування Хасдая ібн Шапрута, іспанського рабина, дипломата, філантропа з каганом Йосифом. Вперше Хасдай почув про існування незалежної єврейської країни від купців з перського Хорасану, але засумнівався в правдивості почутого. Тоді Хасдай вирішив послати до правителя Хозарії гінців з листом, яке містив список питань про хозарську державу, її народ, правління, військо і так далі, включаючи проблему приналежності хозар до якого-небудь з колін Ізраїля. Завдяки допитливості Хасдая ібн Шапрута маємо досить багато відомостей з перших вуст, від самого Йосифа (хоча є версія, що писав не сам каган, а хтось із наближених), який докладно розповів про юдаїзм у Хозарії.
Спочатку, повідомляв Йосиф, хозари були нечисленні, "вони вели війну з народами, які були більшим і сильнішим від їх, але за допомогою Бога прогнали їх і зайняли всю країну … Після того пройшли покоління, поки не з'явився у них один цар, ім'я якого було Булан. Про Булана Йосиф розповідає наступне: «… був муж мудрий, і богобоязливий, раб Господа, який сподівався всім серцем на свого Творця. Він вигнав з країни чаклунів та ідолопоклонників, і шукав захисту і заступництва у Бога.» Якось йому увісні явився Божий янгол, який сповістив про те, що хоче дати йому Закон. Булан злякався і попросив його з'явиться іншому, не названому по імені царю. Янгол виконав його прохання. Булан з тим царем і разом з іншими князями, рабами і всім народом звернулися в нову віру і "стали під заступництво Шхіни (букв. «перебування Боже»).
Після цього янгол з'явився ще раз і звелів Буланові побудувати храм. Цар відповів, що у нього немає коштів на це, але той наказав йому зібрати військо і йти на місто Ардебіль. «І Булан пішов і вів багато воєн і отримав багато перемог». Після повернення Булан побудував храм, точну копію скинії Мойсея, вибудував намет, ковчег, світильник та святі жертовники.
Візантію й Арабський халіфат особливо занепокоїв такий перебіг подій, тому кожна з держав послала до Булана мудреців, щоб схилити його в їх віру. Булан звелів привести також мудреців із євреїв, таким чином влаштувавши релігійний диспут. Є свідчення, що представником юдеїв був відомий рабин Ісаак ха-Сангарі. Булан, власне, і до цього був на боці юдаїзму, а довіру і прихильність присутніх хозар євреї отримали, завдяки успішно пройденому завданню по розтлумаченню невідомих сувоїв з печери Сеїр, які виявились Торою і Талмудом.
Усе ж, щоб остаточно переконатися, Булан пішов на невелику хитрість. Він по черзі поспілкувався зі священиком і кадієм, задавши одне и те ж питання, яка релігія їх супротивників ближча до істини. Обидва відповіли, что юдаїзм. После цього Булан здійснив гіюр, зробив над собою, своїми рабами і слугами і всім своїм народом обрізання, і послав і доставив з усіх місць єврейських мудреців, і ті стали пояснювати йому закон Мойсея і заповіді. "І стали приходити юдеї з Багдада (Вавилонії) і Хорасана і землі грецької (Візантії) і підтримали людей країни, і ті зміцнилися в Заповіті Отця…".
Є.Галеві у своїй книзі «Сефер-ха-Кузарі», яка, правда, має більше теологічний характер, ніж історичний (її цінність як історичного джерела забезпечують використані Галеві книги. Він посилається на якісь «літописні книги», «хозарський літопис», хоча і не вказує точно, що це таке. Цілком можливо, що це унікальні хозарські хроніки, які не дійшли до нашого часу і які принесли в Іспанію самі хозари, коли частина з них емігрувала туди після падіння каганату.
Галеві також говорить, що звернення хозарського царя сталося внаслідок пророчих сновидінь. Булан вирушив в пустельні гори Варсан зі своїм візиром, там знайшов печеру, у якій деякі з юдеїв святкували суботу, прийняв юдейський обряд і зробив обрізання. Повернувшись, Булан почав обережно вербувати прихильників нової релігії, поки їх не набралося багато. Тоді вони відкрито оголосили себе юдеями і змусили прийняти цю віру інших хозар. Деякі історики вважають, що Булан був одним з напівєвреїв-напівхозар, який у свій час прославився своєю хоробрістю на війні, за що був обраний хозарами воєначальником. І звернувся до ревного виконання юдейського закону під впливом дружини на ім'я Серах і тестя, правовірних юдеїв.
Закріпив положення нової релігії в каганаті його нащадок Овадія. Послідовниками юдаїзму були в основному представники вищих категорій населення, простий люд сповідував синкретичну релігію.